# امردا (ناطع)

تعديل مصدري - تعديل

امردا هي إحدى قرى عزلة ذمسنومة بمديرية ناطع التابعة لمحافظة البيضاء، بلغ تعداد سكانها 247 نسمة حسب تعداد اليمن لعام 2004.